# Liste der Biografien/Wou
Liste der Biografien |
Portal Biografien |
Personensuche
# |
A |
B |
C |
D |
E |
F |
G |
H |
I |
J |
K |
L |
M |
N |
O |
P |
Q |
R |
S |
T |
U |
V |
W |
X |
Y |
Z |
?
 
Wa |
Wc |
Wd |
We |
Wh |
Wi |
Wj |
Wl |
Wn |
Wo |
Wr |
Ws |
Wt |
Wu |
Ww |
Wy |
Wz
 
Woa |
Wob |
Woc |
Wod |
Woe |
Wof |
Wog |
Woh |
Woi |
Woj |
Wok |
Wol |
Wom |
Won |
Woo |
Wop |
Wor |
Wos |
Wot |
Wou |
Wov |
Wow |
Wox |
Woy |
Woz
Die Liste der Biografien führt alle Personen auf, die in der deutschsprachigen Wikipedia einen Artikel haben. Dieses ist eine Teilliste mit 49 Einträgen von Personen, deren Namen mit den Buchstaben „Wou“ beginnt.

## Wou
- Wou, Gerhard van († 1527), holländischer Glockengießer

### Woud
- Wouda Kuipers, Titus (* 1966), niederländischer Manager
- Wouda, Marcel (* 1972), niederländischer Schwimmer
- Woude, Elisabeth van der (1657–1694), niederländische Reisende und Autorin
- Woude, Johanna van (1853–1904), niederländische Schriftstellerin
- Woude, Marc van der (* 1960), niederländischer Jurist und Richter am Gericht der Europäischen Union
- Woude, Willem van der (1876–1974), niederländischer Mathematiker
- Wouden, F. A. E. van (1908–1987), niederländischer Ethnologe
- Wouden, Yael van der (* 1987), niederländische Schriftstellerin
- Woudenberg, Lucas (* 1994), niederländischer Fußballspieler
- Woudhuizen, Frederik Christiaan (1959–2021), niederländischer Althistoriker, Indogermanist und Luwianist
- Woudstra, Brandon (* 1980), US-amerikanischer Basketballspieler
- Woudstra, Yannick (* 2001), deutscher Fußballspieler
- Woudwijk, Anne (* 1952), niederländischer Bildhauer

### Wouk
- Wouk, Herman (1915–2019), US-amerikanischer AutorHerman Wouk (1915–2019)

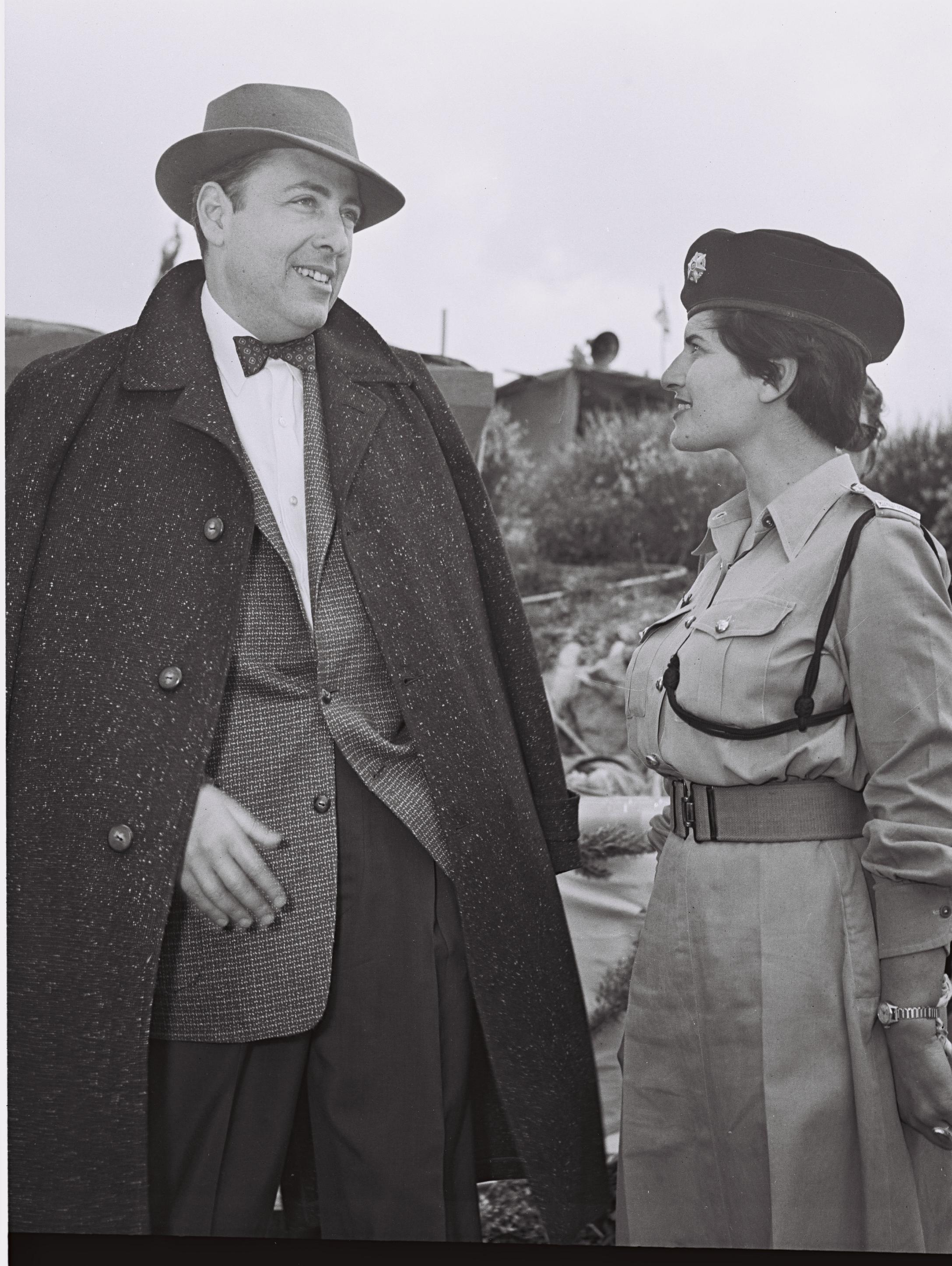
Herman Wouk (1915–2019)

- Wouking, André (1930–2002), kamerunischer römisch-katholischer Geistlicher und Erzbischof von Yaoundé

### Woul
- Woulfe, Peter († 1803), irischer Chemiker und Mineraloge
- Woulfe, Séamus (* 1962), irischer Attorney General, Richter und Prozessanwalt

### Woun
- Wound, Little († 1899), Häuptling der Oglala-Lakota

### Wour
- Wour, Duoth Koang Rueh, Politiker im Südsudan

### Wout
- Wout, Jens van ’t (* 2001), niederländischer Shorttracker
- Wouters, Ad, niederländischer Bildhauer
- Wouters, Albert (1964–2014), belgischer Fußballspieler
- Wouters, Cas (* 1943), niederländischer Soziologe
- Wouters, Dries (* 1997), belgischer Fußballspieler
- Wouters, Felix (1915–1986), belgischer Boxer
- Wouters, Jacoba († 1813), niederländische Tänzerin, Sängerin und Schauspielerin
- Wouters, Jan (* 1960), niederländischer Fußballspieler und -trainerJan Wouters (* 1960)

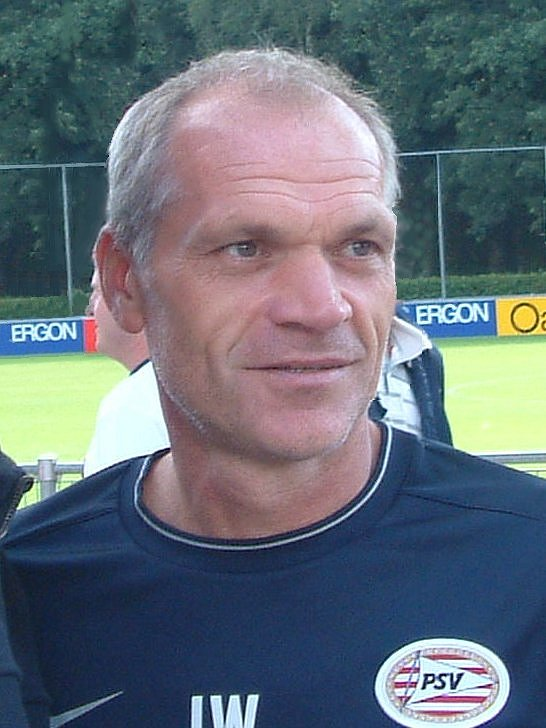
Jan Wouters (* 1960)

- Wouters, Jos (* 1960), belgischer Ordensgeistlicher, Generalabt der Prämonstratenser-Chorherren
- Wouters, Joseph (* 1942), belgischer Radrennfahrer
- Wouters, Julia (* 1996), niederländische Beachvolleyballspielerin
- Wouters, Jürgen (* 1981), niederländischer Badmintonspieler
- Wouters, Leon (1930–2015), belgischer Fußballspieler und -trainer
- Wouters, Liliane (1930–2016), belgische Schriftstellerin
- Wouters, Lode (1929–2014), belgischer Radrennfahrer
- Wouters, Michael, niederländischer Schauspieler, Filmschaffender und Komponist
- Wouters, Rik (1882–1916), belgischer Maler und Bildhauer
- Wouters, Rik (* 1942), niederländischer Radrennfahrer
- Wouters, Rolf (* 1963), niederländischer Moderator
- Wouters, Wayne (* 1951), kanadischer Politiker, Finanzminister (2004–2009) und Vorsitzender des Kanadischen Kronrats (2009–2014)
- Wouterse, Jack (* 1957), niederländischer Schauspieler
- Woutersen-van Doesburgh, Elsa (1875–1957), niederländische Malerin
- Woutiers, Michaelina, niederländische Barock-MalerinMichaelina Woutiers

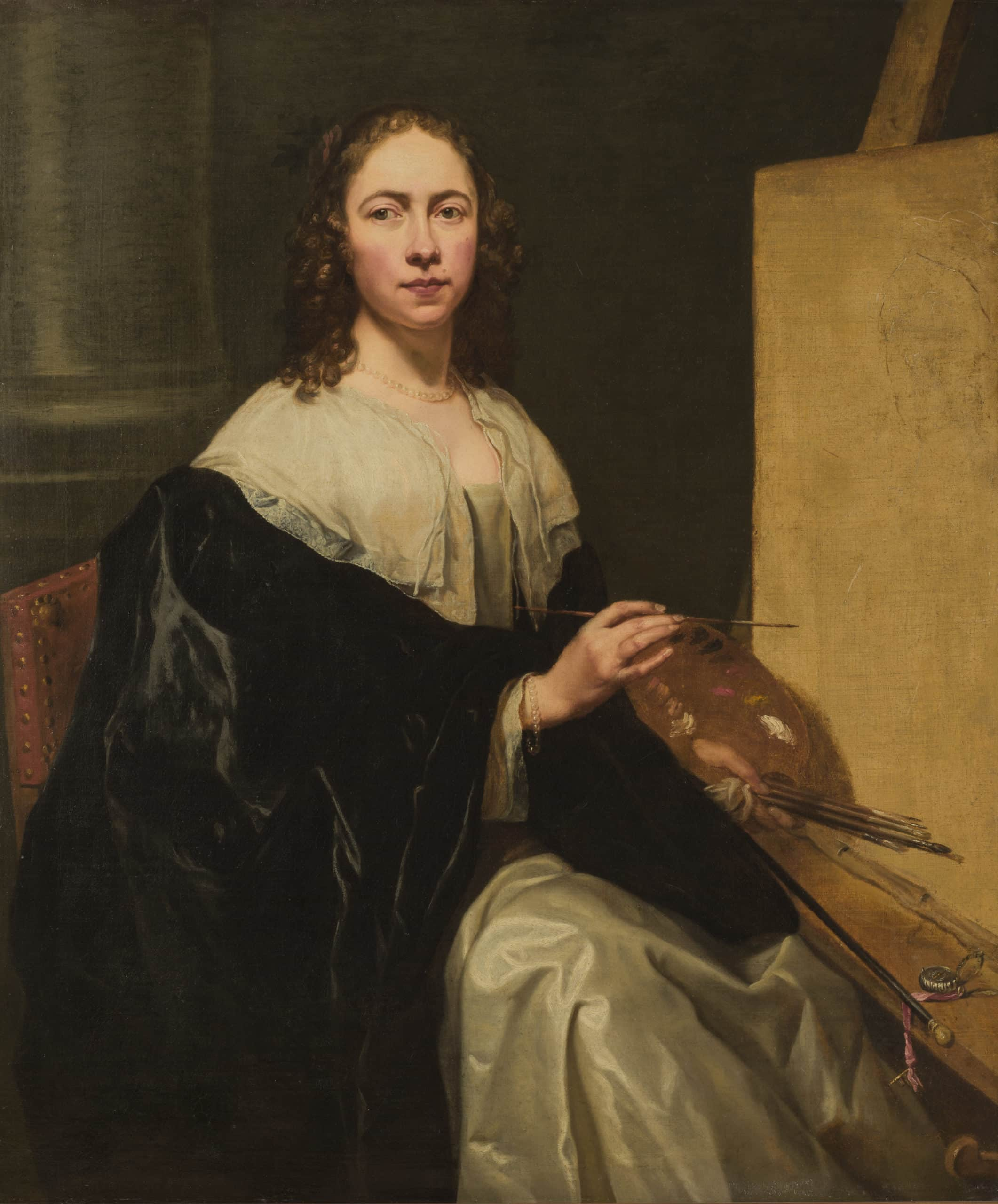
Michaelina Woutiers

### Wouw
- Wouw, Anton van (1862–1945), niederländisch-südafrikanischer Bildhauer
- Wouw, Cornelia van (1601–1681), niederländische Stifterin eines Hofjes
- Wouw, Hetty van de (* 1998), niederländische Radsportlerin
- Wouw, Rob van de (* 1975), niederländischer Jazztrompeter
- Wouwe, Boelhouwer van (1939–2017), niederländischer Politiker des CDA
- Wouwerman, Philips, niederländischer Maler des Barock